# Bellis annua subsp. annua
Bellis annua subsp. annua é uma subespécie de planta com flor pertencente à família Asteraceae.

Os seus nomes comuns são bonina-dos-prados, bonina-dos-campos, margarida-anual, margarida-dobrada, margarida-menor ou margarita-menor.

## Portugal
Trata-se de uma subespécie presente no território português, nomeadamente em Portugal Continental.
Em termos de naturalidade é nativa da região atrás indicada.

## Protecção
Não se encontra protegida por legislação portuguesa ou da Comunidade Europeia.